# パレスの騒乱
パレスの騒乱（The Malice at the Palace）は、2004年11月19日ザ・パレス・オブ・オーバーンヒルズで行われた、アメリカのプロバスケットボールリーグである2004-2005シーズンのNBAインディアナ・ペイサーズ対デトロイト・ピストンズの試合中に起こった乱闘事件である。
AP通信によれば、NBAで最も歴史に残る乱闘として紹介された。
ロン・アーテスト・インディアナ・ペイサーズ・2004-2005シーズンのNBAの項目にも事件についてに記載があるが、本項においても解説する。
しばしばアメリカ合衆国のスポーツ最悪の乱闘などとも紹介されるが、1979年12月23日ボストン・ブルーインズ対ニューヨーク・レンジャースの乱闘(NHL)、1974年6月4日10セント・ビア・ナイトの乱闘(MLB)など、NBA以外のスポーツを見れば観客と選手の大乱闘はしばしば発生している。
2021年、Netflixでドキュメンタリーが公開された。「UNTOLD: Malice At the Palace(パレスの騒乱)」

## 概要
事件は、97対82でペイサーズがリードしていた試合終了45秒前に起こった。ピストンズのベン・ウォーレスがシュートを放つところをロン・アーテストが後ろから押すというプレーがあった。このファウルに腹を立てたウォーレスがアーテストを突き飛ばしたため、両チームがあわてて止めに入り会場は騒然となりプレーは中断された。
ウォーレスとアーテストは引き離されたが、アーテストは放送席のヘッドフォンをつけて解説者の真似をしておどけてみせたり、記録席の上で「ふて寝」してみせるなど挑発的な態度をとった。このため、ホームグラウンドであるピストンズファン達から激しい野次とブーイングが飛んだ。そして、ピストンズファンの一人が投げつけた飲み物のカップ（当初はビールと報道されたが実際はコーラだった）が「ふて寝」中のアーテストに命中した。コーラをかぶったアーテストは激怒し、観客席に乱入するとコーラを投げたと目した男を殴りつけた（実際は人違いでコーラを投げた本人ではなかった）。観客席のピストンズファン達も反撃し、観客席での大立ち回りとなった。さらにスティーブン・ジャクソンも観客席に乱入し観客の一人に右フックを浴びせた。
色を失ったペイサーズの関係者たちが必死でアーテストとジャクソンをコート内へと引きずり戻したが、この時には既に会場は混乱しており、ピストンズファン達が逆にコート内へと乱入し始めた。二人のピストンズファンがアーテストの面前にやってきて野次を飛ばしたため、アーテストは一人を殴り倒した。もう一人のファンはアーテストにつかみかかったが、アーテストの巨躯の前に逆に弾き飛ばされた。このファンが立ち上がったところをジャーメイン・オニールが走りこんできて、右ストレートで殴り倒した。オニールは勢い余って転倒したため、このファンにスライディングタックルを仕掛けるような妙な動きになった。生中継カメラの面前でNBAのスター選手達が次々と観客に暴行を加える恐ろしい状況に、テレビ中継の解説者は「信じられない！警備員はどこにいるんだ！」とうめいた。
この収拾の付かない状況に試合はあたふたと中止され、危険を避けるためペイサーズの選手達は即座に退場させられた。しかし、入場口付近には怒り狂ったピストンズファン達が待ち構え、選手達にゴミや飲み物が浴びせられ、果てはパイプ椅子までが投げつけられた。選手達も黙ってはおらず、オニールは観客に躍りかかろうとして警備員に止められた。ジャマール・ティンズリーは一旦退場した後、大型ちり取りを凶器として持って入場口に戻ってきたが、これも警備員に引きずり出された。
結局この事件で9人のピストンズファンが負傷し、2人が病院へかつぎ込まれた。

## 顛末
選手達が観客に暴行を加えるという信じがたい事件にアメリカのバスケットボール界は震撼し、乱闘を非難するコメントが次々と出された。NBAも処分を検討せざるを得ず、コミッショナーのデビッド・スターンは、アーテストにシーズン中の出場停止（結果的に86試合）、ジャクソンに30試合出場停止、オニールに15試合出場停止、ウォーレスに6試合出場停止など厳しい処分を下した。乱闘でシーズン出場停止の処分が下るのは前代未聞であった。のみならず、ペイサーズの選手のうちアーテスト、オニール、ジャクソン、デヴィッド・ハリソン、アンソニー・ジョンソンの5人が暴行罪で告発され、それぞれ執行猶予と社会奉仕刑を受けた。
また、度を超えた暴力に至ったピストンズファン達も責めを免れることができず、最初にコーラを投げた男、入場口でパイプ椅子を投げた男、乱闘の最中にフレッド・ジョーンズを殴った男が暴行罪で告発された。コーラを投げた男については粗暴犯の前科があったため、実刑となった。また、酔客に対する目も厳しくなり、「NBAファン活動規定」に「来場者は飲酒について責任を持つこと」との一文が加えられた。
この日に中断された試合は、後日正式に放棄試合となった。この試合後、ペイサーズは主力メンバーを欠き、シーズン前はイースタン・カンファレンスの優勝すらささやかれたにもかかわらずプレーオフ2回戦で敗退し、翌シーズンはプレーオフ1回戦敗退、さらに次のシーズンではプレーオフにすら出場できないなど凋落の一途をたどった。